# 真栄田義見
真栄田 義見（まえだ ぎけん、1902年1月15日 - 1992年10月30日）は、日本の教育者、歴史学者。沖縄県出身。小学校教諭、琉球政府文教局長などを経て、沖縄大学の学長を務めた。
1902年（明治35年）那覇市泊に生まれる。1925年（大正14年）文部省教員検定試験国漢科合格、国頭高等女学校（現・沖縄県立名護高等学校）、沖縄県立第二中学校（現・沖縄県立那覇高等学校）、沖縄県教学課に勤務。那覇高校長、那覇連合区教育長、琉球政府文教局長、沖縄大学学長を務めた。琉球政府文化財保護委員長、沖縄県史編集委員、那覇市史編集委員、首里城復元期成会会長等に就任。沖縄を代表する国漢学者の権威である。沖縄で発刊される日刊紙やその他月刊誌等に先駆者としての卓見や学究を幅広く発表した。
1992年10月30日、肺炎のため死去。